# Kehlani
Kehlani, pseudonimo di Kehlani Ashley Parrish (Oakland, 24 aprile 1995), è una cantautrice e ballerina statunitense.
Nel 2014, ha pubblicato il suo primo mixtape, Cloud 19. Il mixtape è stato indicato come uno dei migliori album del 2014. Il suo secondo mixtape, You Should Be Here (2015), ha debuttato al numero 5 della classifica R&B/Hip-Hop, preceduto dal suo tour promozionale nordamericano. Nel 2016, è stata nominata per il Grammy Award come "miglior album urban contemporaneo" per You Should Be Here. Kehlani ha pubblicato il suo album di debutto, SweetSexySavage, nel gennaio 2017. Il suo secondo album It Was Good Until It Wasn't viene invece pubblicato nel 2020, mentre il suo terzo album “Blue Water Road” viene pubblicato due anni dopo.

## Biografia
Originaria della città californiana di Oakland, ha avuto un'infanzia difficile: è stata cresciuta dalla zia perché suo padre morì quando lei era molto piccola, mentre la madre entrava spesso in prigione o in comunità. Ha descritto la sua etnia come «bianca, nera, nativoamericana, spagnola e filippina».
All'inizio della sua vita, Kehlani aspirava a formarsi come ballerina presso la prestigiosa Juilliard School, ma ha subito un infortunio al ginocchio durante il periodo delle scuole medie e così rivolse la sua attenzione verso il canto. La zia ascoltava quasi esclusivamente artisti R&B e neo soul: la cantante infatti cita Lauryn Hill, Erykah Badu e Jill Scott come sue primarie influenze.

## Carriera

### Esordi,SweetSexySavage(2011-2017)
La sua carriera effettiva partì quando venne aggregata al gruppo teen pop Poplyfe, che partecipò nel 2011 alla sesta edizione del programma America's Got Talent.
Nel 2014 ha pubblicato il suo primo mixtape Cloud 19, che vede la partecipazione di Kyle Dion. Prosegue nel suo lavoro in studio e nell'aprile 2015 pubblica un secondo mixtape dal titolo You Should Be Here, che raggiunge la quinta posizione della classifica statunitense degli album R&B/Hip-Hop stilata da Billboard. In questo album collaborano Chance the Rapper e BJ the Chicago Kid. Circa una settimana dopo l'uscita del disco, l'artista firma un contratto con Atlantic Records.
Nell'ambito dei Grammy Awards 2016 riceve una candidatura nella categoria miglior album Urban Contemporary.

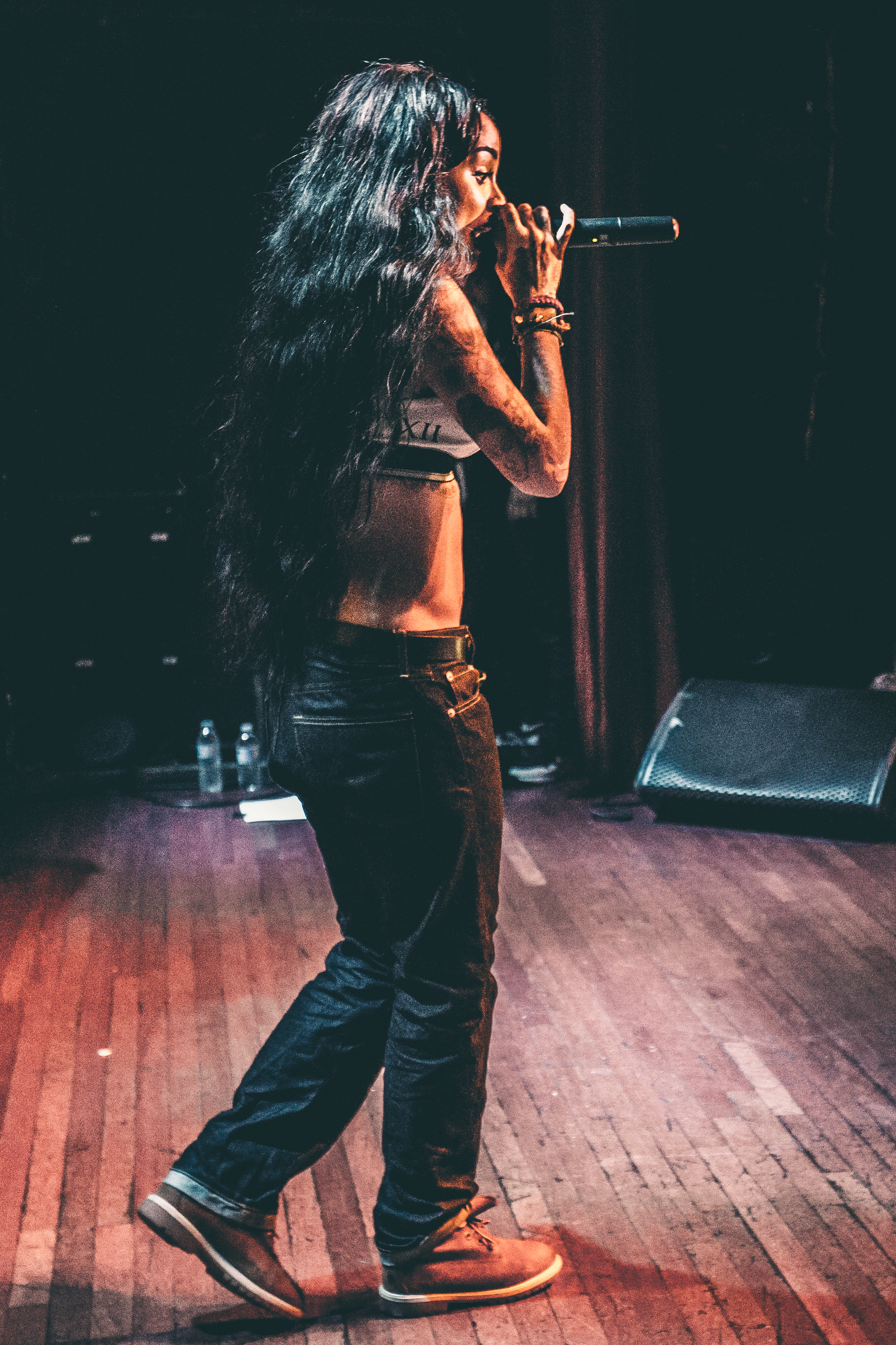
Kehlani in concerto a Toronto nel 2015

Collabora con il cantante inglese ex membro degli One Direction Zayn  al suo album d'esordio da solista Mind of Mine con il brano Wrong. Sempre nel 2016 partecipa alla colonna sonora del film Suicide Squad incidendo il singolo Gangsta. Questo diviene il suo maggiore successo da solista, tanto da collocarsi al quarantunesimo posto della classifica statunitense dei singoli.
Dopo aver piazzato sul mercato i singoli CRZY e Distraction e i loro relativi videoclip di accompagnamento, nel novembre 2016 la cantante rende noto il titolo del suo primo album in studio: cioè, SweetSexySavage. Esso viene ufficialmente pubblicato il 27 gennaio 2017 ed accolto da critiche generalmente positive.
Sempre nel 2017, più precisamente nel mese di marzo, viene estratto come singolo dalla colonna sonora di Fast & Furious 8, Good Life, cantato dall'artista in collaborazione del rapper G-Eazy. Nel mese seguente, Kehlani si esibisce in occasione del Coachella Valley Music and Arts Festival. A ottobre dello stesso anno collabora con Calvin Harris e Lil Yachty al singolo Faking It.
Nel 2017, collabora anche con il rapper Eminem nella canzone Nowhere Fast, contenuta nell'album Revival del rapper americano.

### It Was Good Until It Wasn't(2018-2020)
Nell'aprile del 2018, collabora anche con Cardi B nel singolo Ring, canzone che fa parte dell'album musicale della rapper (Invasion of Privacy) e che ha debuttato alla posizione numero 28 della Billboard Hot 100 divenendo il quarantesimo brano di Kehlani ad entrare nella classifica. Kehlani è stata inoltre, a patire dal 19 aprile 2018, l'artista di apertura nel Hopeless Fountain Kingdom World Tour in Oceania, della cantante Halsey. Sempre nel 2018 Kehlani collabora con la cantante e attrice Hayley Kiyoko nel brano What I Need e con il cantante Charlie Puth nella hit internazionale Done For Me.
Il 22 febbraio 2019, ha pubblicato il suo terzo mixtape, While We Wait, rilasciato dalla Atlantic Records debuttando al numero 9 della Billboard 200 negli Stati Uniti. Nello stesso anno ha collaborato inoltre nel singolo del disc-jockey Zedd, Good Thing e con la cantante Teyana Taylor nel brano Morning. Nel 2020 ha cantato nel singolo di Justin Bieber, Get Me, estratto dal quinto album in studio del cantante canadese, Changes.
Kehlani ha pubblicato il suo secondo album in studio, It Was Good Until It Wasn't, l'8 maggio 2020. Successivamente la cantante decide di modificare uno dei brani inclusi nell'album, Can I, rimuovendo il verso del cantante Tory Lanez: la decisione viene presa a causa dell'accuse che gli vengono rivolte dalla rapper Megan Thee Stallion, secondo la quale Lanez le avrebbe sparato. Il 26 agosto 2020 prende parte ad un singolo della band Disclosure intitolato Birthday.

### Blue Water RoadeCrash(2021-presente)
Nel 2023 compare in un cameo nel film Creed III mentre si esibisce sulle note di Shadows di Dreamville.

## Vita privata

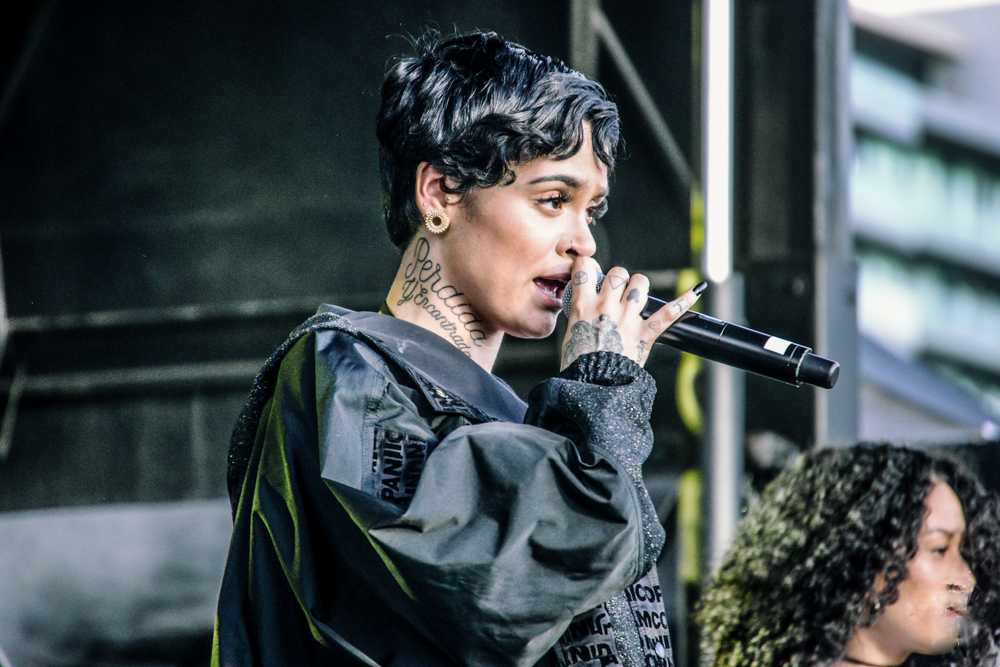
Kehlani al Time Festival nel 2016

Nel mese di gennaio 2016 è stato confermato attraverso Instagram che Kehlani aveva una relazione con il cestista di NBA Kyrie Irving. Nel marzo successivo, però, il rapper canadese PartyNextDoor sostenne che Kehlani lo stava tradendo, vista la foto da lui pubblicata sul profilo Instagram che lo ritraeva presso la camera da letto della cantante. Ciò ha causato una polemica condotta attraverso Twitter: il nome di Kehlani e Kyrie spuntò fra i trend in centinaia di migliaia di tweet. Questa eccessiva esposizione ha causato il tentativo di suicidio per Kehlani. La cantante ha poi postato sul suo profilo Instagram una foto di se stessa in ospedale spiegando che il tradimento non si era effettivamente concretizzato e la fine del rapporto con Irving è stata la causa che l'ha portata ad avere una relazione con il suo «migliore amico» PartyNextDoor, che lei ha accreditato come «salvatore della sua vita» durante il tentativo di suicidio. Dopo aver avuto un diverbio con la compagnia aerea United Airlines, a quattordici mesi di distanza dall'avvenimento, riattiva il suo account Twitter.
Dopo essersi ripresa, nel 2017, ha avuto diversi post sui suoi social media riguardanti l'amore per tutti, indipendentemente dalla loro identità di genere, e ha iniziato a motivare i fan ad accettare le differenze e le credenze delle persone. Kehlani si è pubblicamente definita queer e pansessuale nel corso della sua carriera e durante lo SweetSexySavage World Tour, ha pubblicato le foto della sua fidanzata, l'artista del New Jersey Shaina Negron. Nell'aprile 2018, Kehlani ha postato su Twitter affermando che si identifichi con il termine "queer" perché "gay" "insiste sempre che esista ancora una linea per stabilire da quale etichetta di umano io sia attratta".
Nell'ottobre del 2018 ha annunciato attraverso Instagram di essere incinta. La bambina è nata il 26 marzo del 2019 e la cantante ha rivelato il nome in un post su Instagram: la piccola si chiama Adeya. Ha anche spiegato nella didascalia che ha partorito in casa e che è stata la cosa "più dura e insieme più potente" che abbia mai fatto. Il padre della bambina è Javaughn Young-White.
Il 6 settembre 2019, è stato confermato che Kehlani stava frequentando il rapper YG. Tuttavia dopo tre mesi si sono lasciati. Nonostante questo i due hanno pubblicato il giorno di San Valentino del 2020 una canzone in tema alla giornata, intitolata Konclusions.
Nel 2021, tramite una live di instagram, ha affermato di definirsi lesbica.

## Discografia
- 2017 – SweetSexySavage
- 2020 – It Was Good Until It Wasn't
- 2022 – Blue Water Road
- 2024 – Crash

## Tournée
- 2017 – SweetSexySavage World Tour
- 2024/25 – Crash World Tour

### Come artista di apertura
- 2018 – Tell Me You Love Me Tour (Demi Lovato)
- 2018 – Hopeless Fountain Kingdom World Tour (Halsey)

## Premi e riconoscimenti
Kehlani è stata nominata cinque volte ai Grammy Awards. La prima è stata nel 2016 per il suo mixtape You Should Be Here, nominato come miglior album di musica urban contemporary. La seconda è stata nel 2018 per il singolo Distraction, nominato come miglior interpretazione R&B, mentre nell'edizione 2025 ha accumulato altre tre candidature: miglior canzone R&B per After Hours, miglior album R&B progressivo per Crash e miglior interpretazione rap melodica per Kehlani. È stata nominata anche agli American Music Awards e ai Billboard Music Awards.